# Theridomys
Theridomys és un gènere de rosegadors extints que visqueren a l'oest d'Europa durant l'Eocè i l'Oligocè. Aquest grup, que està emparentat amb els esquirols d'avui en dia, és bastant ric en espècies i en conté una trentena. Entre altres llocs, se n'han trobat fòssils a Santpedor, Fonollosa, Collsuspina i Santa Coloma de Queralt. Els representants d'aquest gènere eren animals herbívors que vivien a terra. Theridomys és considerat útil per establir escales biocronològiques gràcies a l'evolució ràpida de les seves espècies, que permet als paleontòlegs determinar l'edat relativa dels jaciments en els quals se n'han trobat fòssils.